# إيفي أيدان
إيفي أيدان (بالتركية: Efe Aydan)‏ مواليد 4 مايو 1955، هو لاعب كرة سلة تركي سابق. بدأ مسيرته الاحترافية في سنة 1971. يبلغ طوله 6.2 قدم 5 بوصة (2.0 م). اعتزل اللعب في 1991.

## روابط خارجية
- إيفي أيدان على موقع الاتحاد الدولي لكرة السلة (الإنجليزية)
- إيفي أيدان على موقع الاتحاد الدولي لكرة السلة (الإنجليزية)
- إيفي أيدان على موقع الاتحاد الدولي لكرة السلة (الإنجليزية)
- إيفي أيدان على موقع الاتحاد الدولي لكرة السلة (الإنجليزية)
- إيفي أيدان على موقع الاتحاد الدولي لكرة السلة (الإنجليزية)